# Плавание на летних Олимпийских играх 1908
Соревнования по плаванию на летних Олимпийских играх 1908 прошли с 13 по 25 июля. В них участвовали 100 спортсменов из 14 стран, которые соревновались за шесть комплектов медалей.

## Медали

### Общий медальный зачёт
(Жирным выделено самое большое количество медалей в своей категории; принимающая страна также выделена)
| Общее количество медалей |                |        |         |        |       |
| Место                    | Страна         | Золото | Серебро | Бронза | Всего |
| 1                        | Великобритания | 4      | 2       | 1      | 7     |
| 2                        | США            | 1      | 0       | 1      | 2     |
| 3                        | Германия       | 1      | 0       | 0      | 1     |
| 4                        | Венгрия        | 0      | 2       | 0      | 2     |
| 5                        | Австралазия    | 0      | 1       | 1      | 2     |
| 6                        | Дания          | 0      | 1       | 0      | 1     |
| 7                        | Швеция         | 0      | 0       | 2      | 2     |
| 8                        | Австрия        | 0      | 0       | 1      | 1     |

### Медалисты
| Дисциплина                                         | Золото                                                                         | Серебро                                                             | Бронза                                                        |
| 100 метров вольным стилем см. подробнее            | Чарльз Дэниельс США                                                            | Золтан Халмаи Венгрия                                               | Харальд Юлин Швеция                                           |
| 400 метров вольным стилем см. подробнее            | Генри Тейлор Великобритания                                                    | Фрэнк Борепейр Австралазия                                          | Отто Шефф Австрия                                             |
| 1500 метров вольным стилем см. подробнее           | Генри Тейлор Великобритания                                                    | Томас Баттерсби Великобритания                                      | Фрэнк Борепейр Австралазия                                    |
| 100 метров на спине см. подробнее                  | Арно Биберштайн Германия                                                       | Людвиг Дам Дания                                                    | Герберт Хейрснейп Великобритания                              |
| 200 метров брассом см. подробнее                   | Фредерик Холман Великобритания                                                 | Уильям Робинсон Великобритания                                      | Понтус Хансон Швеция                                          |
| Эстафета 4×200 метров вольным стилем см. подробнее | Великобритания · Джон Дербишир · Пол Радмилович · Генри Тейлор · Уильям Фостер | Венгрия · Имре Захар · Йожеф Мунк · Бела Лаш-Торреш · Золтан Халмаи | США · Лео Гудвин · Чарльз Дэниельс · Лесли Рич · Гарри Хебнер |

## Страны

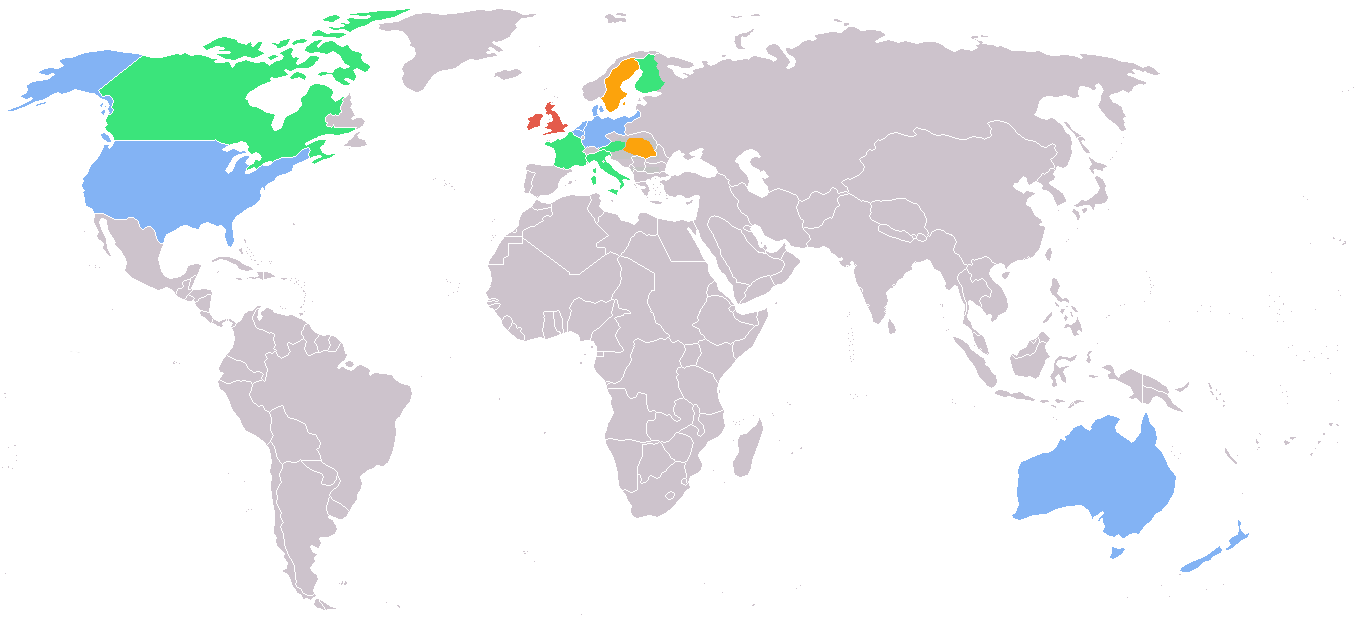
Участвующие в плавании страны:
— зелёный: менее 5 спортсменов;
— голубой: 5-9 спортсменов;
— оранжевый: 10-19 спортсменов;
— красный: более 19 спортсменов.

В соревнованиях по плаванию участвовали 100 спортсменов из 14 стран:

В скобках указано количество спортсменов
| - Австралазия (5) - Австрия (1) - Бельгия (7) - Великобритания (28) - Венгрия (10) - Германия (5) - Дания (5) | - Италия (4) - Канада (1) - Нидерланды (7) - США (8) - Финляндия (3) - Франция (4) - Швеция (12) |